# Loma Plata
Loma Plata es una ciudad y municipio paraguayo del Departamento de Boquerón, ubicada a 450 km de Asunción. Forma parte de una de las colonias menonitas que se sitúan en el Chaco Paraguayo.
Es un centro comercial e industrial, cuenta con la infraestructura de atractivo turístico, por ejemplo: Campo María, Laguna Capitán, Chaco Logde y otros.
Se accede a Loma Plata por un desvío pavimentado de 22 km de la ruta Transchaco.

## Historia
En los orígenes de la colonia de Loma Plata, los pobladores tuvieron que superar muchas adversidades, por ejemplo el ataque de los animales silvestres y la falta de asistencia médica. Alrededor de 118 aldeas conforman la colonia en esa zona.
Es la primera colonia de inmigrantes menonitas de la región, fue fundada en 1927, es un importante centro urbano y administrativo de las Cooperativas Menno.

## Clima
La temperatura en verano llega a los 44 °C y en invierno llega a 0 °C y la media es de 26 °C.

## Salud
Actualmente uno de los 4 hospitales existentes en el departamento de Boquerón está en Loma Plata, con el que se atiende a todos los pobladores de la zona.

## Economía
Los pobladores de Loma Plata se dedican a la agricultura, ganadería y la industria. Están organizados en la Sociedad Cooperativa Colonizadora.
Existen importantes industrias lácteas en la región, alrededor de 5.000 personas viven en Loma Plata.
En la Chacra Experimental de Isla Po´i se realizan estudios y experimentos en los distintos rubros de la agricultura: algodón, maní, sésamo, tomate, locote, mamón, además de explicar el proceso de siembra directa, la rotación de cultivos y otras. Se experimenta con las diferentes especies de pastos para alimento del ganado, tanteando forrajes y tolerables al suelo, clima y otros factores condicionantes para la producción ganadera. También se trabaja con plantas ornamentales y frutales y árboles nativas del Chaco para reforestación.

## Turismo
El museo histórico de la Colonia Menno reúne la historia de los primeros pobladores de la zona, está en el mismo predio de la Cooperativa, es de libre acceso.
En cuanto a la artesanía, se fabrican bolsos y hamacas de caraguatá de la comunidad indígena Enlhet, de Pozo Amarillo, ubicado a 70 km al sureste del centro de Loma Plata. Además, se exhiben trabajos en madera de palosanto.
La fábrica de lácteos ubicada en la zona, Trébol, cuenta con visitas guiadas para los interesados en conocer el proceso de producción de lácteos.
El Club de Rodeo Isla Po´i, perteneciente a la Asociación de Ganaderos de Colonia Menno, 1984, busca mejorar la calidad de la producción ganadera de la zona. Anualmente, el 12 de junio, se realiza una feria de exposición en la que se muestra la producción regional. Los socios también trabajan en la recuperación de lagunas, mediante apertura de canales para facilitar el drenaje de las aguas en épocas de mucha lluvia y limpiar los suelos salinos.
En la Librería de la Colonia Menno se encuentran tarjetas postales y libros de autores de la localidad.